# Knut Jungbohn Clement

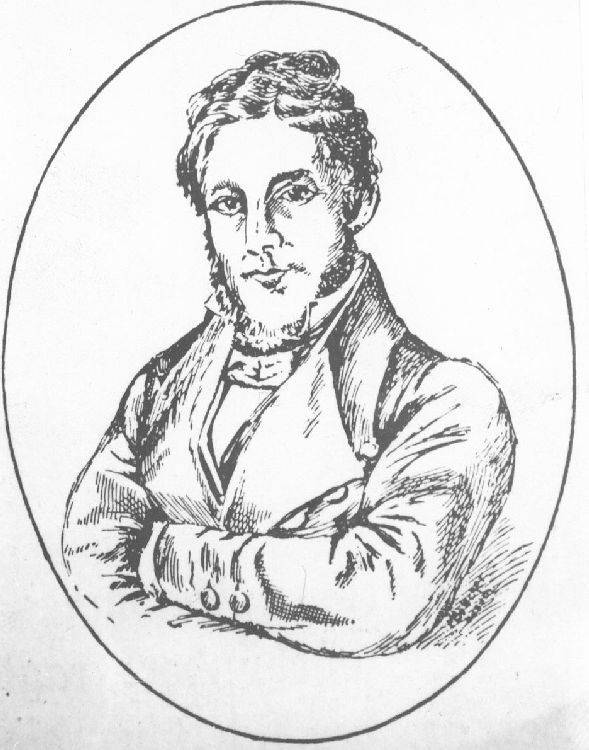
Knut Jungbohn Clement (um 1840)

Knut Jungbohn Clement (* 4. Dezember 1803 in Norddorf auf Amrum; † 7. Oktober 1873 in Bergen, New Jersey) war ein deutscher Schriftsteller und Sprachwissenschaftler. 

## Leben
Knut Jungbohn Clement war der Sohn des Seemanns Jung Boh Oldis und dessen Frau Kerrin Knudtsen. Nach seiner Schulzeit arbeitete er zunächst als Volksschullehrer. Mit 17 Jahren verließ er jedoch Amrum, um das Gymnasium in Altona zu besuchen, und studierte dann in Kiel Evangelische Theologie und in Heidelberg Philosophie, Geschichte und Sprachwissenschaften. Seinen Lebensunterhalt bestritt er als Hauslehrer für die Enkel von Johann Gottfried Herder. 1835 legte er in Kiel das Examen ab. Ab 1836 bereiste er mit einem königlich dänischen Reisestipendium für drei Jahre Westeuropa zu Studienzwecken. Bereits damals kam er zum ersten Mal in Konflikt mit der Regierung, die sein Forschungsergebnis, die Darstellung der Nordgermanen als „Schöpfer der Universalgeschichte, der Seefahrt und des Welthandels“, für nicht förderungswürdig ansah und sich verärgert über seine abschätzige Einstellung gegenüber allen anderen Historikern und Sprachforschern zeigte. Dass er sich bereits in seiner Promotionsschrift von 1835 über Jacob Grimm stellte, ließ ihn in den Augen der Wissenschaftler als überheblich dastehen.
Zurückgekehrt blieb er, weiter mit einem Forschungsstipendium versehen, in Kopenhagen, bis er 1841 als Privatdozent nach Kiel berufen wurde, wo er bis 1846 wirkte und gut besuchte sprachwissenschaftliche und geschichtliche Vorlesungen hielt. In die Zeit in Kiel fällt seine Hochzeit mit Hulda Fries (1813–1855), mit der er acht Kinder hatte. Seine mehrfache Bewerbung um eine Professur blieb jedoch ohne Erfolg, wohl weil er mit seiner schroffen Art und seinem hartnäckigen Beharren auf seinen Thesen vom Nordgermanentum auf wenig Gegenliebe bei den Professoren der Christian-Albrechts-Universität stieß. Stattdessen warfen sie ihm mangelnde wissenschaftliche Qualität vor.
In der politischen Auseinandersetzung mit den Eiderdänen rückte Clement ab 1842 von Dänemark ab. Während er anfangs auch die Dänen als Verkörperung seines Nordgermanentums angesehen hatte, fand er dieses bald nur noch in den Friesen, besonders in den Amrumern, der „edelsten Rasse der Menschheit“. Auch sich selbst sah er nur noch als Friesen. Gemeinsam mit Christian Feddersen gehörte er zu den Organisatoren der „Nordfriesischen Volksfeste“ 1844 und 1845 in Bredstedt, auf denen er die Zugehörigkeit Nordfrieslands zu Schleswig-Holstein beschwor. Seine auf Amrum verbliebenen Geschwister dagegen blieben dänisch gesinnt.
Als am 24. März 1848 in Kiel die provisorische schleswig-holsteinische Regierung gebildet wurde, sollten alle dänischen Beamten und Professoren per Schiff nach Kopenhagen gebracht werden. Clement, der sich sowohl von der dänischen als auch von der provisorischen schleswig-holsteinischen Regierung ungerecht behandelt fühlte, weigerte sich jedoch, sondern zog in die Nähe von Hamburg. Damit verlor er sein Gehalt, sodass er sich und seine Familie als freier Schriftsteller über Wasser halten musste. Unter anderem verfasste er für das Archiv für das Studium der neueren Sprachen und Literaturen zahlreiche Artikel über die friesische Sprache. Ähnlich wie sein Zeitgenosse, der Amrumer Pastor Lorenz Friedrich Mechlenburg, gab Clement friesische Märchen und Listen von Wörtern in Öömrang heraus. Zudem gab er Moritz Momme Nissen wichtige Anregungen. Nach der Absetzung der Gemeinsamen Regierung versuchte er 1850 vergeblich erneut, in Dänemark sein Gehalt einzuklagen. Die Ablehnung sowie die fehlende Anerkennung seines Einsatzes für die friesische Sache und als Wissenschaftler ließen ihn nach dem Tod seiner Frau 1855 verbittern.
1869 verließ Clement Hamburg und lebte zwei Jahre lang auf Amrum, ehe er in die USA auswanderte, wo er in Bergen, New Jersey, bei seinem Sohn starb.

## Werk
In seinen Schriften vertrat Clement die Belange Schleswig-Holsteins, insbesondere der Friesen. Bereits seiner Promotionsschrift De origine Theudiscorum (Über den Ursprung der Theudisken) von 1835 legte er die These zugrunde, dass die Friesen das eigentliche urdeutsche Volk seien. Mit seiner in den folgenden Jahren weiter ausgeführten These der rassischen Überlegenheit der Nordgermanen prägte er den Germanenmythos des 19. Jahrhunderts. Seiner 1845 erschienener Schrift Die Lebens- und Leidensgeschichte der Friesen steht der Spruch Lewer duad üs Slaav! (deutsch: „Lieber tot als Sklave“) voran. Damit hat er den Spruch, der auch auf dem Wappen Nordfrieslands Einzug fand, mitgeprägt.
Ausgehend von der amerikanischen Verfassung, die er übersetzt und gemeinsam mit Kurzbiographien der Unterzeichner herausgegeben hatte, entwarf er 1848 Die geeignetsten Mittel zur Besserung der schleswig-holsteinischen Landeszustände und zu Abwehr einer einseitigen und volksfeindlichen Staatsverfassung, deren wichtigster Aspekt eine Bodenreform war. In weiteren Schriften bewies er, finanziell unterstützt von Herzog Christian August von Augustenburg, dass das Herzogtum Schleswig niemals dänisch gewesen sei. Sein letztes großes Werk, Schleswig, das urheimische Land des nichtdänischen Volkes der Friesen und Angeln und Englands Mutterland, wie es war und wie es ward. Eine historisch-ethnologische Denk- und Beweisschrift, von 1861 erlebte sogar 1867 eine Zweitauflage.
Mit seiner Schrift Der Zustand der Nordseeküste Schleswig-Holsteins setzte er sich für den Bau von Seefeuern ein, sehr zum Missfallen der damaligen Strandvögte, welche um ihre Einnahmen durch Bergungsprämien und Strandräuberei fürchteten. Der Bau des Amrumer Leuchtturmes geht auf ihn zurück.

### Schriften (Auswahl)
- Die nordgermanische Welt und ihre geschichtlichen Anfänge. Kopenhagen 1840
- Die Lex Salica. Mannheim 1843
- Die Lebens- und Leidensgeschichten der Frisen, insbesondere der Frisen nördlich der Elbe. Kiel 1845
- Der Lappenkorb von Gabe Schneider aus Westfrisland, mit Zuthaten aus Nord-Frisland. Leipzig 1847 
  - Der Lappenkorb von Gabe Schneider aus Westfrisland, vollständige Neuausgabe Hofenberg, Berlin 2013, ISBN 978-3-8430-2660-4.
- Die Unabhängigkeits-Erklärung der 13 vereinigten Staaten von Amerika. 1848
- Der Franzos und seine Sprache. Frankfurt 1848
- Die geeignetsten Mittel zur Besserung der schleswig-holsteinischen Landeszustände und zu Abwehr einer einseitigen und volksfeindlichen Staatsverfassung. 1848
- Das wahre Verhältnis der südjütischen Nationalität und Sprache zur deutschen und frisischen im herzogthum Schleswig. Eine historische und ethnographische Beleuchtung des 6ten Hefts der Anti-schleswig-holsteinischen Fragmente. Perthes, Besser & Maucke, Hamburg 1849. (Digitalisat)
- Die Weissagung der Friesin Hertje von fünftehalbhundert Jahren, betreffend das Herzogthum Schleswig und die Neue Zeit. Lange, Altona 1850.
- Schleswig, das urheimische Land des nichtdänischen Volkes der Friesen und Angeln und Englands Mutterland, wie es war und wie es ward. Eine historisch-ethnologische Denk- und Beweisschrift. Selbstverlag, Hamburg 1861. (Digitalisat)
- Der Zustand der Nordseeküste Schleswig-Holsteins hinsichtlich ihrer Dünen und Seewehren, Leuchtfeuern, Baaken und Seemarken, Fahrwasser und Häfen, Halgen und Inselmarschen, Navigationsschulen, Specialkarten, Strandvögte und Rettungsmittel in Seenoth. Schwers, Kiel 1865. (Digitalisat)
- Die Lombarden und ihre Eiserne Krone. Hamburg 1866
- Die dänische Schriftsprache und die nordschleswigische Volkssprache. 1869 (Digitalisat)
- Forschungen über das Recht der salischen Franken vor und in der Königszeit. Hofmann, Berlin 1876. (Digitalisat der 2. Ausgabe 1879)

sowie zahlreiche Reisebeschreibungen